# Rumex alpestris
Rumex alpestris är en slideväxtart som beskrevs av Nikolaus Joseph von Jacquin. Rumex alpestris ingår i släktet skräppor, och familjen slideväxter. Inga underarter finns listade i Catalogue of Life.